# スコットランド共産党
スコットランド共産党（英語: Communist Party of Scotland、スコットランド・ゲール語: Pàrtaidh Co-Mhaoineach na h-Alba）は、1991年に創立されたスコットランドの共産主義政党。同年イギリス共産党が解党しており、これを不服とするスコットランドの同党員などが結党に関わった。党はスコットランド独立を支持し、そのための住民投票を呼びかけている。現在の書記長はエリック・カニング。スコットランド社会党とは友党関係にある。